# Cabot Corporation
Cabot Corporation (NYSE: CBT) er en amerikansk producent af specialkemikalier og diverse kemiske materialer. De har hovedkvarter i Boston, Massachusetts og tilstedeværelse i over 20 lande og 36 fabrikker
Cabot Corporation blev etableret af Godfrey Lowell Cabot i 1882, da han søgte patent på en "carbon black making apparatus".